# Pandansari (Ajibarang)
Pandansari is een bestuurslaag in het regentschap Banyumas van de provincie Midden-Java, Indonesië. Pandansari telt 3985 inwoners (volkstelling 2010).